# Primavelans insculpta
Primavelans insculpta is een mosdiertjessoort uit de familie van de Pacificincolidae. De wetenschappelijke naam van de soort is voor het eerst geldig gepubliceerd in 1883 door Hincks.